# 国鉄セキ1000形貨車
国鉄セキ1000形貨車（こくてつセキ1000がたかしゃ）は、かつて日本国有鉄道（国鉄）に在籍した石炭車である。
本形式を種車として改造製作されたホキ400形についてもここで解説する。

## セキ1000形
本形式は石炭輸送用として1930年（昭和5年）3月27日から1944年（昭和19年）にかけて日本車輌製造、汽車製造、川崎車輛、日立製作所で1,480両（セキ1000 - セキ2479）が製作された30 t積の石炭車である。
構造的に2つのタイプに分けられ、セキ1000 - セキ1199は車体内仕切板が2組4枚、車体側面縦補強が3本であるのに対し、セキ1200 - セキ2479は、それぞれ3組6枚、2本であった。積荷は石炭のみではなく、甜菜、硫化鉄、砂鉄などの輸送にも使用されていた。荷役方式は側扉からの自重落下方式で、開閉は片側の妻にあるハンドルによる手動式である。
製造ロットによる多少の違いはあるが、全長8,750 mm、全幅2,720 mm、全高3,345 mm、台車中心間距離4,900 mm、実容積36.7 m3、自重16.2 t - 16.5 t、換算両数積車4.5、空車1.6、台車はアーチバー形のTR20であった。車体塗色は黒で、1968年（昭和43年）10月1日ダイヤ改正では高速化不適格車とされて最高速度65km/hの指定車となり、識別のため記号に「ロ」が追加され「ロセキ」となり黄1号の帯を巻いている。1975年（昭和50年）に形式消滅した。

## ホキ400形
ホキ400形は、ホキ150形を置き換える目的で、セキ1000形を種車として1957年（昭和32年）から1964年（昭和39年）にかけて105両（ホキ400 - ホキ504）が国鉄工場にて改造製作された30 t積石灰石専用のホッパ車である。積荷である石灰石の比重は石炭より大きいため、同じ容積のまま積載してしまうと30 tを超えてしまうので、セキ1000形の車体の上半分をレール面上2,330 mmの位置で切断し、容積を小さくした（ 36.7 m3→ 21.2 m3）。満載せず容積の50 %程度で積載すれば同じことであるが、使用予定線区である青梅線の積込設備の建築限界が小さかったため、種車そのままでは入線できないので、切り取る必要があった。製造ロットによる多少の違いはあるが、全長8,750 mm、全幅2,720 mm、全高2,535 mm、自重15.2 t、換算両数は積車4.5、空車1.4、台車はTR20であった。車体塗色は黒で、1968年（昭和43年）10月1日ダイヤ改正では高速化不適格車とされて最高速度65km/hの指定車となり、識別のため記号に「ロ」が追加され「ロホキ」となり黄1号の帯を巻いている。1972年（昭和47年）に形式消滅した。
ホキ400形は国鉄所有車であったが、2年後の1959年（昭和34年）に本形式の構造に酷似した私有貨車のホキ4200形が落成した。

### 年度別製造数
各年度による製造工場と両数は次のとおりである。
- 昭和32年度 - 60両
  - 新小岩工場 20両
  - 大宮工場 40両
- 昭和33年度 - 20両
  - 新津工場 20両
- 昭和39年度 - 25両

## ホキ150形
ホキ400形の前任車であるホキ150形はセキ1形より20両（ホキ150 - ホキ169）が1954年（昭和29年）に改造製作された30 t積のホッパ車である。ホキ400形の改造が開始された1957年（昭和32年）時点では落成より3年と経年が浅かったにもかかわらず、後継車であるホキ400形が製作された。これはセキ1形の経歴をさかのぼると1911年（明治44年）製作開始のオテセ9500形にまでたどり着くことにある。1957年（昭和32年）で既に車歴46年に達しており老朽化が、老朽化が目立っていた。その後の経歴は、オテセ9500形よりオテセ11000形に改造され、更にオテセ11000形は1928年（昭和3年）の称号改正によりセキ1形になった。つまりホキ150形は4回名称が変更された貨車である。1957年（昭和32年）7月1日より廃車が始まり、1959年（昭和34年）1月20日に最後の1両（ホキ150）が廃車になったことから形式消滅した。

## 譲渡

### セキ1000形
1951年（昭和26年）4月3日 4両（セキ1277、セキ1498、セキ1843、セキ1934）が 三菱美唄鉄道に譲渡されセキ1001 - セキ1004となったが1972年（昭和47年）6月1日、路線廃止により廃車。
1951年（昭和26年）11月19日 1両（セキ1217）が 旭川電気軌道に譲渡されセキ1001となった。1954年（昭和29年）5月三菱大夕張鉄道に再譲渡されセキ2になる。1987年（昭和62年）7月、路線廃止により廃車。

### ホキ400形
1971年 (昭和46年) 9月27日 1両 (ホキ439) が 富士急行 に譲渡されホキ1となった。同社では保線用の砕石散布に用いられた。1983年 (昭和58年) 6月16日、後継のホキ801の導入により廃車。

## 保存車
- セキ2（元国鉄セキ1217） - 北海道夕張市南大夕張駅跡